# Comuna Lebedivka, Novohrad-Volînskîi
Lebedivka (în ucraineană Лебедівська сільська рада) este o comună în raionul Novohrad-Volînskîi, regiunea Jîtomîr, Ucraina, formată din satele Iavorivka, Lebedivka (reședința) și Vladîn.

## Demografie
Componența lingvistică a comunei Lebedivka
     Ucraineană (98,07%)
     Rusă (1,93%)
Conform recensământului din 2001, majoritatea populației comunei Lebedivka era vorbitoare de ucraineană (98,07%), existând în minoritate și vorbitori de rusă (1,93%).